# Rose Kennedy
Rose Elizabeth Fitzgerald Kennedy (Boston, Massachusetts, 22 de julio de 1890-Hyannis, Massachusetts, 22 de enero de 1995) fue una filántropa, socialite y centenaria estadounidense. Fue la esposa de Joseph P. Kennedy y la madre de nueve hijos, entre ellos el presidente John F. Kennedy y los senadores Robert y Ted Kennedy.

## Primeros años
Nació en el North End barrio de Boston, Massachusetts, Rose Fitzgerald fue la hija mayor de John F. "Honey Fitz" Fitzgerald y su esposa, que también era su prima segunda,  Mary Josephine Hannon. "Honey Fitz" era una figura prominente en la política de Boston y fue durante un término y casi ocho meses Representante a la Cámara de los Estados Unidos, así como dos términos alcalde de Boston.
Como una niña pequeña, Fitzgerald vivía en una casa de estilo italiano en la sección de Ashmont Dorchester, Massachusetts y asistió a la escuela local Girl's Latin School. Más tarde la casa se quema, pero unos años después, se coloca una placa conmemorativa en la avenida Welles y en la calle Harley: "Rose Fitzgerald Kennedy Square". La placa fue dedicada por su hijo, el senador Edward M. Kennedy, durante el cumpleaños 102 de Rose en 1992.
Rose estudió luego en el convento de la escuela Bloemendal Kasteel en Vaals, Países Bajos, y se graduó de la Escuela Superior de Dorchester en 1906. También asistió al Conservatorio de Inglaterra en Boston, donde estudió piano. Después de haber sido negado el permiso de su padre para asistir a Wellesley College, Fitzgerald se matriculó en la Universidad de Manhattanville del Sagrado Corazón (como era conocido en ese momento). En 1908, Fitzgerald y su padre se embarcaron en una gira por Europa. Ella y "Honey Fitz" tuvieron una audiencia privada con el Papa Pío X en la Ciudad del Vaticano.

## Matrimonio
El 7 de octubre de 1914, se casó con Joseph P. Kennedy, Sr. después de un noviazgo de más de siete años. Primero vivieron en un hogar en Brookline que ahora es el Sitio Histórico Nacional John Fitzgerald Kennedy. Rose y Joseph tuvieron nueve hijos: Joseph Patrick Jr. (1915-1944), John F. (1917-1963), Rosemary (1918-2005), Kathleen (1920-1948), Eunice (1921-2009), Patricia (1924-2006), Robert (1925-1968), Jean (1928-2020) y Edward (1932-2009).
Rose Kennedy quedó viuda en noviembre de 1969 por la muerte de su esposo. Sobrevivió a cuatro de sus nueve hijos - Joseph Jr. murió en 1944, Kathleen en 1948, John en 1963 y Robert en 1968. Las muertes de Edward Kennedy y Eunice Kennedy Shriver en 2009 dejaron a Jean (en ese entonces con 81 años) cómo el último hijo sobreviviente de Joseph y Rose. La madre de Rose murió a los 98 años, justo ocho meses después que John F. Kennedy fuera asesinado.
Su esposo la cuidaba bien a ella y a su familia, pero era infiel. Mientras tenía ocho meses de embarazo de su cuarto hijo, Kennedy regresó con sus padres. Cuando regresó a casa, su padre claramente le recordó que era católica y no creían en el divorcio, así que iba a tener que vivir con su elección de Joseph P. Kennedy como marido. Regresó con él, y presentó un panorama estoico para todos y cada uno, a pesar de sus aventuras, una de las cuales involucraba a Gloria Swanson, que una vez dijo: "esa Rose debe ser una santa, una tonta, o sólo una mejor actriz que yo".
Rose consideraba a la procreación como el propósito del sexo y después de tener a su último hijo se negó a continuar manteniendo relaciones íntimas con su esposo adúltero, pretendía que las aventuras de su marido no se estaban produciendo a pesar de que ella las conocía, centrándose en la crianza y educación de sus hijos. Fue medicada - el biógrafo de su esposo, Ronald Kessler, encontró tranquilizantes como Seconal, Placidyl, Librium, y Dalmane para calmar el nerviosismo y estrés de Rose, y para su estómago, Lomotil, Bentyl, Librax y Tagamet.
La fe católica de Rose a menudo la puso en conflictos con sus hijos, especialmente con su hija Kathleen. Se negó a asistir a la boda de Kathleen con William Cavendish, marqués de Hartington, un anglicano y el hijo mayor y heredero del décimo Duque de Devonshire el 6 de mayo de 1944. Eventualmente, relaciones normales se reanudaron luego entre ellas, particularmente dadas las muertes de Cavendish y Joseph P. Kennedy, Jr. durante la Segunda Guerra Mundial. Cuando Lady Hartington murió en un accidente de avión en 1948, sólo su padre asistió a su funeral y entierro.
Rosemary Kennedy murió el 7 de enero de 2005 a los 86 años, Patricia Kennedy Lawford murió el 17 de septiembre de 2006 a los 82 años, Eunice Kennedy Shriver murió el 11 de agosto de 2009, a los 88 años, y Edward "Ted" Kennedy murió el 25 de agosto de 2009 a los 77 años. Jean fue la última hija en morir, en 2020.

### Hijos
|  | Nombre                                          | Nacimiento               | Muerte                   | Edad | Matrimonio e hijos |
|  | ----------------------------------------------- | ------------------------ | ------------------------ | ---- | --- |
|  | Joseph Patrick "Joe" Kennedy Jr.                | 25 de julio de 1915      | 12 de agosto de 1944     | 29   | Nunca se casó y no tuvo hijos. |
|  | John Fitzgerald "Jack" Kennedy                  | 29 de mayo de 1917       | 22 de noviembre de 1963  | 46   | Casado en 1953 con Jacqueline Lee Bouvier, tuvo cuatro hijos, uno de los cuales nació muerto (Arabella) y otro murió a los 2 días de enfermedad de la membrana hialina (Patrick Bouvier Kennedy). |
|  | Rose Marie "Rosemary" Kennedy                   | 13 de septiembre de 1918 | 7 de enero de 2005       | 86   | Nunca se casó y no tuvo hijos. |
|  | Lady Kathleen Cavendish, marquesa de Hartington | 20 de febrero de 1920    | 13 de mayo de 1948       | 28   | Casada en 1944 con William John Robert Cavendish, marqués de Hartington, no tuvo hijos. |
|  | Eunice María Kennedy                            | 10 de julio de 1921      | 11 de agosto de 2009     | 88   | Casada en 1953 con Robert Sargent "Sarge" Shriver Jr., tuvo cinco hijos. |
|  | Patricia Helen "Pat" Kennedy                    | 6 de mayo de 1924        | 17 de septiembre de 2006 | 82   | Casada en 1954 con el actor inglés Peter Sydney Ernest Lawford, tuvo cuatro hijos; divorciada en 1966.                                                                                            |
|  | Robert Francis "Bobby" Kennedy                  | 20 de noviembre de 1925  | 6 de junio de 1968       | 42   | Casado en 1950 con Ethel Skakel, tuvo once hijos. |
|  | Jean Ann Kennedy                                | 20 de febrero de 1928    | 17 de junio de 2020      | 92   | Casada en 1956 con Stephen Edward Smith, tuvo dos hijos y adoptó dos hijas. |
|  | Edward Moore "Ted" Kennedy                      | 22 de febrero de 1932    | 25 de agosto de 2009     | 77   | Casado en 1958 con Virginia Joan Bennett, tuvo tres hijos; se divorciaron en 1982. Se volvió a casar en 1992 con Victoria Anne Reggie; no tuvo hijos.                                             |

## Últimos años y muerte
En 1984, a los 94 años, Rose Kennedy sufrió de un derrame cerebral grave y tuvo que usar una silla de ruedas por el resto de su vida.
Mantuvo su residencia en el Complejo Kennedy en Hyannis Port, Massachusetts, y fue atendida por enfermeras y personal privado. El 22 de enero de 1995, Kennedy murió de complicaciones de una neumonía a los 104 años.